# Taccola

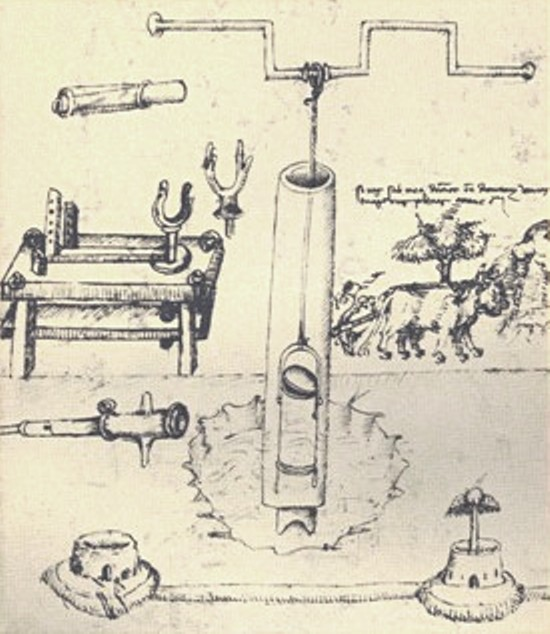
Eerste Europese afbeelding van een zuigerpomp door Taccola, ca. 1450

Mariano di Jacopo detto il Taccola (1381 - ca. 1453), genaamd Taccola ('Kauw'), was een Italiaans bestuurder, kunstenaar en ingenieur aan het begin van de Renaissance in de stad Siena. Taccola staat bekend om zijn technologische verhandelingen De ingeneis  en De machinis, die geannoteerde tekeningen bevatten van een breed scala van innovatieve machines en apparaten.
Taccola's werk werd op grote schaal bestudeerd en ook gekopieerd door latere Renaissance-ingenieurs en kunstenaars, onder wie Francesco di Giorgio en heel waarschijnlijk ook Leonardo da Vinci volgens onderzoek in de 21e eeuw.

## Voetnoten
1. ↑  (en)  A history of engineering in classical and medieval times, Donald Routledge Hill, Routledge, 1996 ISBN 0415152917 blz.143
2. ↑  (en) Francis C. Moon, The Machines of Leonardo Da Vinci and Franz Reuleaux: Kinematics of Machines from the Renaissance to the 20th Century (Dordrecht, The Netherlands: Springer, 2007), pp. 131–133
3. ↑  In ZDF, TerraX (2018): Leonardo da Vinci - Was erfand er wirklich?